# مؤثر جيني
المؤثر الجيني أو المؤثر الوراثي (بالإنجليزية: genetic operator)‏ هي عبارة عن عملية تستعمل في الخوارزميات الجينية (الخوارزميات الوراثية) للحفاظ على التنوع الجيني genetic diversity.
التباين الجيني هو أمر ضروري لعملية التطور. إن المؤثرات الجينية المُستعملة في الخوازميات الجينية هي مماثلة لتلك التي تحدث في العالم الطبيعي: البقاء للأصلح، أو الاصطفاء; التكاثر الجنسي أو اللاجنسي (التهجين أو التصالب، تُسمى أيضاً بالتأشيب); و الطفرة.